# Afghan Islamic Press
Afgan Islamic Press (skračeno AIP) je afganistanska novinska agencija smještena u gradu Peshawar u Pakistanu. 1982. godine, tijekom sovjetske okupacije Afganistana, agenciju je osnovao Muhammad Yaqub Sharafat. Sharafat je bio nećak jednog od istaknutih vođa protusovjetskog gerilskog pokreta kojeg su predvodili mudžahedini. Agencija je opisala svoj rad kao doprinos protusovjetskom džihadu.
Nakon što su talibani ojačali svoj položaj u Afganistanu 1996. godine, agencija je optužena kako širi propagandu koja ide u korist talibana. AIP je ove navode demantirao te izjavio kako čuvaju vlastitu neutralnost i nezavisnost tako što odbijaju financijsku pomoć vlade, političkih i nepolitičkih grupa (također izjavljuju da za svaku priču nastoje imati najmanje 3 nezavisna izvora). Tijekom rata u Afganistanu agencija je izvještavala o napadima SAD-a na civilne mete i građevine te je tijekom rata višestruko citirana od strane anti-ratnih medija i institucija (pr. Sveučilište New Hampshire).